# Orocovis
Orocovis es uno de los 78 municipios del Estado Libre Asociado de Puerto Rico. Fundado en 1825 por don Juan Rivera de Santiago.

## Historia
Para la década de 1820 la región que hoy comprente Orocovis formaba parte del sur de Morovis (barrio Barros) y parte del barrio Palo Hincado de Barranquitas. Para 1823 Orocovis era un barrio de Barranquitas que había sido formado con terrenos de Palo Hincado. Ambos barrios, Orocovis y Barros, serían unidos para crear un nuevo pueblo.
Don Juan Rivera de Santiago obtuvo el apoyo de los vecinos de la región quienes el 25 de mayo de 1825 le otorgaron un poder para solicitar al gobernador Miguel de la Torre autorización para fundar un pueblo en el zona de Barros, donde don Juan Rivera había comprado 14 cuerdas de terreno a su hija mayor doña Eulalia (Olaya) de Rivera Meléndez, quien donó una cuerda adicional, para establecer allí el nuevo pueblo. Sin embargo, debido a la distancia de los cuerpos de agua, el asentamiento fue trasladado al barrio Orocovis; donde se encuentra hoy. El 10 de noviembre de 1825, el gobernador aprobó la fundación del municipio que llamaron Barros.
En 1838 se crea la parroquia San Juan Bautista de Barros y se bendice e inaugura el 29 de octubre del mismo año. Sin embargo, en 1875, un incendio destruyó la iglesia, la Casa del Rey, la casa del cura y muchas viviendas.
Puerto Rico fue cedido por España después de la guerra hispanoamericana bajo los términos del Tratado de París de 1898 y se convirtió en un territorio de los Estados Unidos. En 1899, el Departamento de Guerra de los Estados Unidos realizó un censo de Puerto Rico y encontró que la población de Barros, como entonces se llamaba a Orocovis, era de 14.845 habitantes.
En 1928, la Asamblea Legislativa de Puerto Rico aprobó una resolución para cambiar el nombre de Barros a Orocovis, en honor al cacique taíno del mismo nombre, que vivió cerca de esa región.
La mayoría de los apodos de Orocovis provienen de su ubicación en el centro de la isla. Algunos de ellos son: "Corazón de Puerto Rico" y "Centro Geografico de Puerto Rico". El centro de Puerto Rico está en el barrio Pellejas, en la Carretera 566, kilómetro 5.7 en Orocovis según un estudio por ingenieros de la Universidad de Puerto Rico, Recinto de Mayagüez.

## Geografía
Según la Oficina del Censo de los Estados Unidos, Orocovis tiene una superficie total de 165,18 km², de la cual 164,77 km² corresponden a tierra firme y 0,4 km² (0,24 %) es agua.

### Barrios

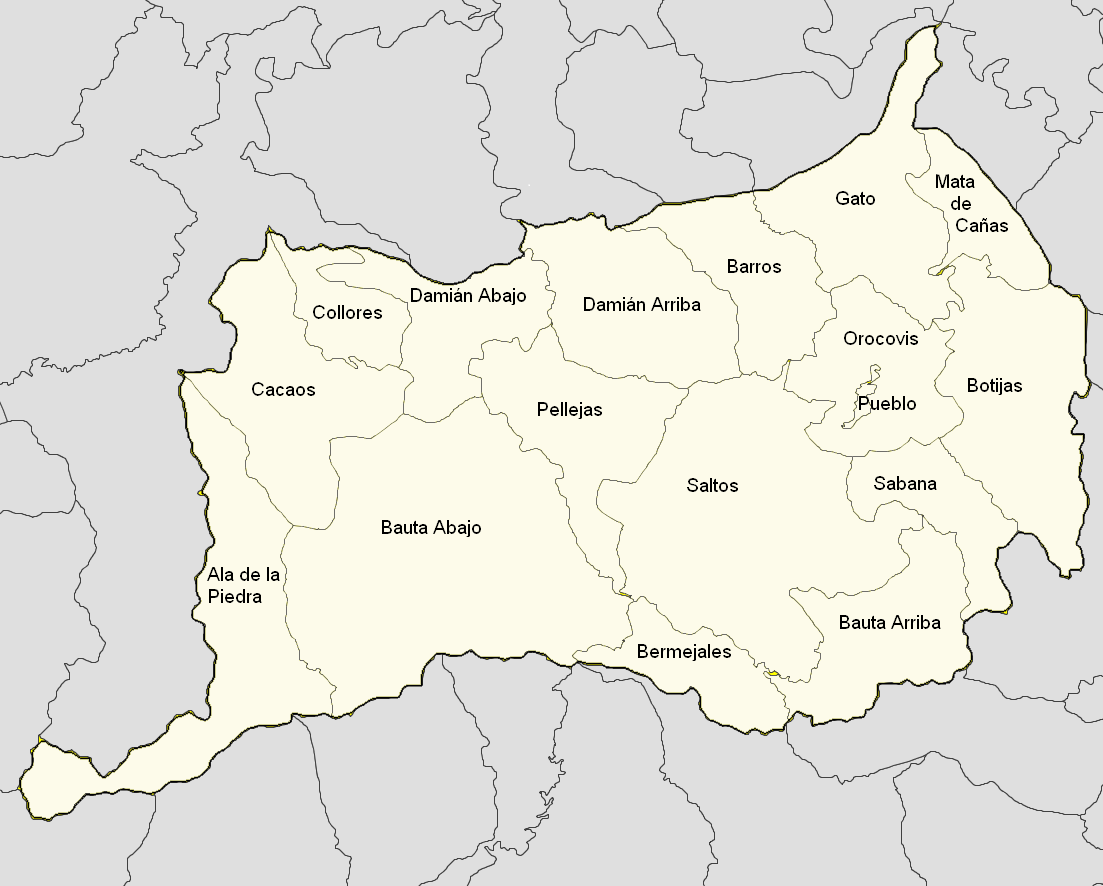
Barrios de Orocovis

Orocovis se divide en 17 barrios.
1. Barros
2. Orocovis
3. Pueblo
4. Ala de la Piedra
5. Bauta Abajo
6. Bauta Arriba
7. Bermejales
8. Botijas
9. Cacaos
10. Collores
11. Damián Abajo
12. Damián Arriba
13. Gato
14. Mata de Cañas
15. Pellejas
16. Sabana
17. Saltos

## Demografía
Según el censo de 2010, había 23 423 personas residiendo en Orocovis. La densidad de población era de 141,8 hab./km². De los 23 423 habitantes, Orocovis estaba compuesto por el 0,35 % blancos, el 0,02 % eran afroamericanos, el 0 % eran amerindios, el 0,02 % eran asiáticos, el 0 % eran isleños del Pacífico, el 0,01 % eran de otras razas y el 0,01 % pertenecían a dos o más razas. Del total de la población el 99,58 % eran hispanos o latinos de cualquier raza.